# Coppa Korać 1998-1999
La Coppa Korać 1998-1999 di pallacanestro maschile venne vinta dal Barcellona, al secondo successo nella competizione.

## Risultati

### Sedicesimi di finale
| Team #1              | Agg.      | Team #2                  | Andata | Ritorno |
| -------------------- | --------- | ------------------------ | ------ | ------- |
| Radnički Belgrade    | 177 - 172 | Norrköping Dolphins      | 107-93 | 70-79   |
| Alita Alytus         | 142 - 144 | Galatasaray              | 75-70  | 67-74   |
| Zucchetti Reggiana   | 137 - 150 | Panionios                | 79-69  | 58-81   |
| Keravnos Kéo         | 124 - 153 | Sunair Oostende          | 70-73  | 54-80   |
| Ericsson Bobry Bytom | 145 - 150 | Dijon                    | 78-79  | 67-71   |
| Fórum Valladolid     | 157 - 159 | Beşiktaş                 | 76-79  | 81-80   |
| Apollon Patras       | 155 - 153 | Maccabi Rishon LeZion    | 75-75  | 80-78   |
| UniVersa Bamberg     | 136 - 137 | Brotnjo Čitluk           | 79-54  | 57-83   |
| Porto                | 129 - 146 | Ducato Siena             | 73-63  | 56-83   |
| Benston Zagreb       | 108 - 133 | Estudiantes              | 49-72  | 59-61   |
| Papagou              | 138 - 147 | Šiauliai                 | 74-67  | 64-80   |
| Pogoń Ruda Śląska    | 148 - 146 | Telekom Bonn             | 77-70  | 71-76   |
| Krka                 | 119 - 158 | Barcellona               | 66-75  | 53-83   |
| Okapi Aalstar        | 147 - 158 | Aeroporti di Roma Virtus | 64-70  | 83-88   |
| Neptūnas             | 172 - 191 | Darüşşafaka              | 89-97  | 83-94   |
| Iraklio Minoan Lines | 156 - 163 | Arsenal Tula             | 69-69  | 87-94   |

### Ottavi di finale
| Team #1                  | Agg.      | Team #2           | Andata | Ritorno |
| ------------------------ | --------- | ----------------- | ------ | ------- |
| Radnički Belgrade        | 145 - 169 | Panionios         | 74-88  | 71-81   |
| Galatasaray              | 131 - 143 | Sunair Oostende   | 62-58  | 69-85   |
| Dijon                    | 135 - 122 | Apollon Patras    | 68-52  | 67-70   |
| Beşiktaş                 | 142 - 133 | Brotnjo Čitluk    | 84-53  | 58-80   |
| Ducato Siena             | 151 - 114 | Šiauliai          | 85-45  | 66-69   |
| Estudiantes              | 159 - 150 | Pogoń Ruda Śląska | 76-71  | 83-79   |
| Barcellona               | 157 - 147 | Darüşşafaka       | 83-71  | 74-76   |
| Aeroporti di Roma Virtus | 156 - 164 | Arsenal Tula      | 79-83  | 77-81   |

### Quarti di finale
| Team #1         | Agg.      | Team #2      | Andata | Ritorno |
| --------------- | --------- | ------------ | ------ | ------- |
| Panionios       | 161 - 150 | Dijon        | 87-66  | 74-84   |
| Sunair Oostende | 171 - 147 | Beşiktaş     | 93-65  | 78-82   |
| Ducato Siena    | 146 - 147 | Barcellona   | 87-71  | 59-76   |
| Estudiantes     | 147 - 122 | Arsenal Tula | 77-59  | 70-63   |

### Semifinali
| Team #1         | Agg.      | Team #2     | Andata | Ritorno |
| --------------- | --------- | ----------- | ------ | ------- |
| Panionios       | 132 - 171 | Barcellona  | 71-80  | 61-91   |
| Sunair Oostende | 143 - 159 | Estudiantes | 82-84  | 61-75   |

### Finale
| Team #1    | Agg.      | Team #2     | Andata | Ritorno |
| ---------- | --------- | ----------- | ------ | ------- |
| Barcellona | 174 - 163 | Estudiantes | 77-93  | 97-70   |

| Coppa Korać 1998-1999 |
| --------------------- |
| Barcellona 2º titolo  |

## Formazione vincitrice
| N° | Naz.                   | Ruolo | Sportivo             |  | Alt. |  |
| -- | ---------------------- | ----- | -------------------- |  | ---- |  |
| 5  | Spagna (bandiera)      | P     | Nacho Rodríguez      |  |      |  |
| 6  | Spagna (bandiera)      | AP    | Roger Esteller       |  |      |  |
| 7  | Spagna (bandiera)      | G     | Juan Carlos Navarro  |  |      |  |
| 8  | Stati Uniti (bandiera) | AC    | Derrick Alston       |  |      |  |
| 9  | Spagna (bandiera)      | AP    | Xavi Fernández       |  |      |  |
| 10 | Jugoslavia (bandiera)  | P     | Aleksandar Đorđević  |  |      |  |
| 11 | Jugoslavia (bandiera)  | A     | Milan Gurović        |  |      |  |
| 12 | Spagna (bandiera)      | C     | Roberto Dueñas       |  |      |  |
| 13 | Spagna (bandiera)      | C     | Oriol Junyent        |  |      |  |
| 14 | Grecia (bandiera)      | C     | Euthymīs Rentzias    |  |      |  |
| 16 | Spagna (bandiera)      | AC    | Pau Gasol            |  |      |  |
|    | Spagna (bandiera)      | AP    | Rodrigo de la Fuente |  |      |  |
|    | Spagna (bandiera)      | P     | Chema Marcos         |  |      |  |
|    | Spagna (bandiera)      | C     | Alfons Alzamora      |  |      |  |
|    | Spagna (bandiera)      | C     | Nicolás Fernández    |  |      |  |
|    | Spagna (bandiera)      | All.  | Aíto García Reneses  |  |      |  |